# Surogat (1961.)
Surogat  je crtani film Dušana Vukotića iz 1961., prvi animirani film izvan Sjedinjenih Američkih Država koji je 1962. godine dobio 
Oscara, kao najbolji crtani film. Film je po svijetu prikazivan i poznat pod drugim nazivima na raznim jezicima: The Substitute, Cypporar, Der Ersatz, Le Succēdanē, Surrogatto…
Pored američkog Oscara, Surogat je osvojio i brojne druge nagrade na festivalima u Beogradu, Bergamu, Corku, San Franciscu, Oberhausenu... Po broju nagrada Surogat je i danas najnagrađivaniji film koji je proizveden u Hrvatskoj.

## Sadržaj
Surogat je desetominutni crtani film za odrasle, redatelja i glavnog animatora Dušana Vukotića i scenarista Rudolfa Sremca iz 1961. Film je nastao u sada već slavnim skromnim prostorijama Studija za crtani film Zagreb filma u zagrebačkoj Vlaškoj ulici.
Film je jednostavna priča o čudnom trokutastom debeljku koji dođe na plažu, i sve što mu treba jednostavno napuše. Tako napuše i vlastitu partnericu, ali na kraju jednako tako kako je lako došao do svega – to i nestane, on sam sebe ispuše. Surogat ili (Ersatz) je nastao u vremenu (1960-ih) kad su se tek rudimentarno počeli pojavljivati surogati ili nadomjesci za prave željene stvari, film kao da je predvidio današnjicu u kojoj se polako gubi granica između stvarnosti i virtualnog surogata za stvarnost.[nedostaje izvor]
Film je bio moderno animiran, s manjim brojem sličica u sekundi, a likovi su bili geometrijski, svedeni na još reduciraniju cezanneovsku formulu pogleda na svijet. Cezzane je rekao: sve oko mene su kugle, valjci i stošci, kod Vukotića je to bio dvodimenzionalan svijet kružnicā, trokutā i kvadratā. Animacija Surogata bila je dakle vrlo daleko od do tada suvereno vladajuće Disneyjeve, zaista nešto potpuno novo.
Glazba za film bila je također vrlo suvremena: jedan nervozni jazz, zagrebačkog skladatelja i dirigenta Tomislava Simovića. Surogat je po mnogočemu bio znamenit za Zagrebačku školu crtanog filma, i imao je velik utjecaj na druge autore i studije svojom animacijom i ironičnim pogledom na svijet.

## Zasluge
- Scenarij: Rudolf Sremec
- Glazba: Tomislav Simović
- Slikar pozadina: Zvonko Lončarić
- Glavni animator: Dušan Vukotić
- Animatori: Leo Fabiani, Rudolf Mudrovčić
- Muzičko vodstvo: Tea Brunšmid
- Asistent režija: Zdravko Pavičić
- Tonski snimatelj: Mladen Prebil
- Trik snimatelj: Zlatko Sačer
- Glavni crtač i režiser: Dušan Vukotić

## Naslijeđe
Odnos prema Surogatu bio je također – surogatan. Prvih godina od nastanke hrvatske države, film kao i njegov autor, pali su u potpuni zaborav. Tek 2007. došlo je do pune rehabilitacije tog djela. Tada su Ministarstvo kulture RH, Zagreb film, Hrvatski filmski savez i Društvo hrvatskih filmskih redatelja odlučili u povodu deset godina od smrti Dušana Vukotića zajednički organizirati nekoliko događaja kojima su osvježili uspomenu na film i njegovog autora.
Surogat je poslužio kao inspiracija Davidu Silvermanu, autoru animirane serije Simpsoni, za parodiju likova Radnika i Parazita iz istočnoeuropskih crtanih filmova u epizodi Krusty Gets Kancelled.

## Vanjske poveznice
- Surogat na YouTubeu